# Coppa Italia Serie A Élite 2015-2016
La Coppa Italia Élite 2015-2016 è stata la 1ª edizione assoluta della manifestazione. Alla Coppa Italia Élite sono iscritte d'ufficio le Società classificatesi ai primi quattro posti dei due gironi di andata del Campionato Nazionale di Serie A Élite. Anche in questa edizione, la disputa della final eight femminile è stata abbinata a quella della Coppa Italia maschile e della Coppa Italia Under-21. I quarti di finale femminile saranno ospitati dal PalaCUS di Chieti, invece semifinali e finale si disputeranno Palasport Giovanni Paolo II di Pescara.

## Formula
Il torneo si svolge con gare ad eliminazione diretta di sola andata. Le prime quattro classificate dopo i due gironi di andata sono raggruppate in due gruppi. Nei quarti di finale si affrontano una squadra del gruppo A ed una del gruppo B. Gli accoppiamenti sono stati determinati tramite sorteggio che si è tenuto presso la Sala Consiliare del Comune di Pescara in occasione della Conferenza stampa del 22 febbraio 2016. Le vincenti accedono alle semifinale e quindi alla finale per il primo posto. La formula prevede che nei quarti e nelle semifinali, in caso di parità dopo i tempi regolamentari, la vittoria sia determinata direttamente dai tiri di rigore. Nella finale, in caso di parità dopo 40', si svolgono due tempi supplementari di 5 minuti ciascuno. In caso di ulteriore parità al termine degli stessi, la vincitrice è determinata mediante i tiri di rigore.

## Squadre qualificate
| Gruppo A | Gruppo A | Gruppo B | Gruppo B        |
| A1       | Lupe     | B1       | Pescara         |
| A2       | Kick Off | B2       | Lazio Femminile |
| A3       | Isolotto | B3       | Real Statte     |
| A4       | Ternana  | B4       | Lazio           |

## Tabellone
|  | Quarti di finale | Quarti di finale | Quarti di finale |          |                 | Semifinali      | Semifinali | Semifinali |  |  | Finale | Finale | Finale |  |
|  |                  |                  |                  |          |                 |                 |            |            |  |  |        |        |        |  |
|  | A2               | Kick Off         | 1(1)             |          |                 |                 |            |            |  |  |        |        |        |  |
|  | A2               | Kick Off         | 1(1)             |          |                 |                 |            |            |  |  |        |        |        |  |
|  | B4               | Lazio            | 1(3)             |          |                 |                 |            |            |  |  |        |        |        |  |
|  | B4               | Lazio            | 1(3)             |          | Lazio           | Lazio           | 3          |            |  |  |        |        |        |  |
|  |                  |                  |                  |          | Lazio           | Lazio           | 3          |            |  |  |        |        |        |  |
|  |                  |                  | Lupe             | Lupe     | 1               |                 |            |            |  |  |        |        |        |  |
|  | A1               | Lupe             | Lupe             | Lupe     | 1               | 4               |            |            |  |  |        |        |        |  |
|  | A1               | Lupe             |                  |          |                 |                 |            |            |  |  |        |        |        |  |
|  | B3               | Real Statte      | 3                |          |                 |                 |            |            |  |  |        |        |        |  |
|  | B3               | Real Statte      | 3                |          | Lazio           | Lazio           | 0          |            |  |  |        |        |        |  |
|  |                  |                  |                  |          |                 |                 |            |            |  |  |        |        |        |  |
|  |                  |                  | Isolotto         | Isolotto | 1               |                 |            |            |  |  |        |        |        |  |
|  | B2               | Lazio Femminile  | Isolotto         | Isolotto | 1               | 3               |            |            |  |  |        |        |        |  |
|  | B2               | Lazio Femminile  |                  |          |                 |                 |            |            |  |  |        |        |        |  |
|  | A4               | Ternana          | 0                |          |                 |                 |            |            |  |  |        |        |        |  |
|  | A4               | Ternana          | 0                |          | Lazio Femminile | Lazio Femminile | 3          |            |  |  |        |        |        |  |
|  |                  |                  |                  |          | Lazio Femminile | Lazio Femminile | 3          |            |  |  |        |        |        |  |
|  |                  |                  | Isolotto         | Isolotto | 4               |                 |            |            |  |  |        |        |        |  |
|  | B1               | Pescara          | Isolotto         | Isolotto | 4               | 3               |            |            |  |  |        |        |        |  |
|  | B1               | Pescara          |                  |          |                 |                 |            |            |  |  |        |        |        |  |
|  | A3               | Isolotto         | 6                |          |                 |                 |            |            |  |  |        |        |        |  |

### Quarti di finale
| Arbitri: | Luca Vincenzo Caracozzi (Foggia) Elena Lunardi (Padova) |
| Crono:   | Luca Moscone (L'Aquila)                                 |

|                                |                      |                            |
| Rodrigues Vieira 9'37'’ (rig.) | Marcatori            | 35'24'’ (aut.) Mazzaro     |
| Pesenti Belli                  | Tiri di rigore 1 – 3 | Benvenuto Pomposelli Alves |

| Arbitri: | Fabrizio Andolfo (Ercolano) Stefania Candria (Teramo) |
| Crono:   | Andrea Pompa Torriero (Lanciano)                      |

|                                                             |           |                                            |
| Perez Pereira 22'13'’, 39'04'’ Rebe 27'38'’ Benetti 28'01'’ | Marcatori | 26'53'’, 28'31'’ Nicoletti 31'29'’ Sanchez |

| Arbitri: | Manuela Di Fabbi (Sulmona) Gennaro Cefalà (Lamezia Terme) |
| Crono:   | Andrea Di Vito (L’Aquila)                                 |

|                                              |           |  |
| Siclari 4'33'’ Luciléia 22'25'’ Lisi 39'39'’ | Marcatori |  |

| Arbitri: | Alex Iannuzzi (Roma 1) Luca Rosciarelli (Orvieto) |
| Crono:   | Emanuele Roscini (Foligno)                        |

|                                          |           |                                                                        |
| Amparo 2'32'’ Bruna 13'15'’ Nanà 16'40'’ | Marcatori | 2'43'’, 9'13'’, 24'11'’, 39'33'’ Gayardo 15'33'’ Blanco 31'21'’ Dayane |

### Semifinali
| Arbitri: | Ciro Oliviero (Pesaro) Giulia Fedrigo (Pordenone) |
| Crono:   | Alessandra Carradori (Roma 1)                     |

|                                                        |           |              |
| Iannucci 25'38'’ Catrambone 27'43'’ Pomposelli 34'49'’ | Marcatori | 30'46'’ Rebe |

| Arbitri: | Simonetta Romanello (Padova) Sue Ellen Salvatore (Gallarate) |
| Crono:   | Massimiliano Palombi (Avezzano)                              |

|                                                  |           |                                                 |
| De Angelis 7'11'’ Chiesa 32'40'’ Siclari 39'28'’ | Marcatori | 20'51'’ Dayane 23'56'’, 31'22'’, 36'49'’ Blanco |

### Finale
| Arbitri: | Biagio Carbone (Mestre) Chiara Perona (Biella) |
| Crono:   | Gianluca Gentile (Roma 1)                      |

| |            | |
| | Marcatori  | 25'54'’ Gayardo |
| · Angela Vecchione · Arianna Pomposelli · Serena Benvenuto · Alessia Grieco · Maria Alejandra Argento · Alessia Catrambone · Cecilia Barca · Sara Agnello · Ana Moreira Alves · Federica Iannucci · Michela Muzi · Arianna Tirelli | Formazioni | · Sara Giustiniani · Aracely Gayardo · Leticia Martin Cortes · Maria Gimena Blanco · Dayane Rocha · Ana Soldevilla Delgado · Paola Mauro · Giulia Teggi · Carla Duco · Aida Xhaxho · Priscilla Del Prete · Lara Brugnoni |
| Daniele Chilelli | Allenatori | Daniele D'Orto |